# Pidonia approximata
Pidonia approximata là một loài bọ cánh cứng trong họ Cerambycidae.